# Chirac (Charente)
 Chirac  es una comuna y población de Francia, en la región de Poitou-Charentes, departamento de Charente, en el distrito de Confolens y cantón de Chabanais.
Está integrada en la Communauté de communes de Haute Charente .

## Demografía[2]
| 965 | 1 209 | 1 061 | 1 154 | 1 220 | abs. | 1 327 | 1 433 | 1 394 | 1 205 | 1 262 | 1 157 | 1 179 | 1 211 | 1 238 | 1 250 | 1 181 | 1 141 | 1 133 | 1 023 | 943 | 899 | 841 | 803 | 708 | 706 | 691 | 697 | 692 | 730 | 767 | 732 | 696 |
| Para los censos de 1962 a 1999 la población legal corresponde a la población sin duplicidades (Fuente: INSEE [Consultar]) |       |       |       |       |      |       |       |       |       |       |       |       |       |       |       |       |       |       |       |     |     |     |     |     |     |     |     |     |     |     |     |     |